# Christian Grünig
Christian Grünig (* 27. Mai 1858 in Burgistein; † 17. Oktober 1925 ebenda) war ein Schweizer Landwirt, Pietist und Anhänger der Heiligungsbewegung.

## Leben
Christian Grünig war der Sohn des gleichnamigen Landwirts Christian Grünig. Er ergriff den Beruf seines Vaters und wurde Landwirt in Burgistein.
1885 erfasste ihn, im Umkreis von Franz Eugen Schlachter und der Salutistin Anna von Wattenwyl, die Heiligungsbewegung, und er wirkte ab 1892 als origineller und erfolgreicher Bauernevangelist im Dienst der Evangelischen Gesellschaft des Kanton Bern.
Er war einer der Führer des radikalen perfektionistischen Flügels der Heiligungsbewegung, deren Ziel es war, ein Christenleben ohne bewusste Sünde in bleibender Gottesliebe zu führen, und die ab 1907 zu Aufspaltungen innerhalb des bernischen Neupietismus führte, aus der unter anderem die heutige Gemeinde für Christus entstand.
Obwohl er ein jahrelanges Evangelisationsverbot erhielt, trennte er sich nicht von der Evangelischen Gesellschaft.
Christian Grünig war seit 1892 mit Anna Wenger verheiratet.

### Überlieferte Aussprüche und Stellungnahmen
- Auf die Frage, ob er nicht auch gerne über die Gabe der Krankenheilung verfügen würde, antwortete er, nein, die begehre er nicht, er müsste sonst befürchten, dem Herrgott zu viele gesund zu machen, die dieser gerne krank sehe.
- Als Pfarrer Gottfried von Fellenberg aus Oberbalm ihm einmal vorhielt, er habe bei seiner Ansprache eine präzisere Textauslegung vermisst, meinte Grünig, das sei eben der Unterschied zwischen ihrer Verkündigung: von Fellenberg gehe mit den Leuten durch den Text, während er mit dem Text durch die Leute gehe.
- Er traue dem Glauben eines Christenmenschen erst, sagte Grünig, wenn der sich verheiratet und einmal geerbt habe![2]